# Seznam osebnosti iz Občine Ilirska Bistrica
Seznam osebnosti iz občine Ilirska Bistrica vsebuje osebnosti, ki so se tu rodile, delovale ali umrle.

## Do 19. stoletja
- Peter Aleš (30. junij 1786, Povodje, Vodice – 15. april 1868, Trst, Italija), kmetijski pisec, narodni delavec in duhovnik; izdal je knjigo Zaveden kmet, ali najpotrebniši nauki kmetijstva za nedeljske šole po deželi
- Franc Bilc (1786, Ilirska Bistrica – 6. maj 1824, Harije), leksikograf, narodni buditelj, pesnik in duhovnik; dopisoval si je s Kopitarjem, Ravnikarjem in Vodnikom; zavzemal se je za prenovo slovenskega pravopisa in rabo črke Y v beseda z mehkim vokalom (lubesyn, tyrta)
- Blaž Hafner (23. avgust 1758, Škofja Loka – 10. avgust 1834, Ilirska Bistrica), zdravnik
- Matija Kastelec (24. januar 1620, Kilovče – 19. junij 1688, Novo mesto), asketični pisec, leksikograf, duhovnik in kanonik
- Matija Ličan (24. februar 1785, Ilirska Bistrica – 3. maj 1877, Ilirska Bistrica), rodoljub in eden od glavnih pobudnikov ustanovitve Čitalnice leta 1864 v Ilirski Bistrici
- Ludvik Valenčič a Premb (med 1600 in 1650, Prem – po 1701, Češka), nabožni pisec, duhovnik, redovnik, frančiškan
- Anton Valenčič Grgurc (8. januar 1769, Bistrica – 1. avgust 1837 Bistrica), postavil je stavbo, v kateri je bila prva pošta v Ilirski Bistrici in takrat edina pošta, ki so jo v času Ilirskih provinc postavili na Kranjskem; bil je prvi bistriški poštar

## 19. stoletje
- Gaetano Alberti (23. julij 1878, Mormanno, Italija – 25. julij 1915, Podgrad), vojak;
- Silvano Baresi (18. maj 1884, Podgrad – 1. februar 1958, Gradež, Italija), arhitekt;
- Aleksa Benigar (28. februar 1893, Zagreb, Hrvaška – 1. november 1988, Rim, Italija), frančiškan, misijonar, teološki pisatelj in univerzitetni profesor; v enem izmed svoji del navaja, da je bil oče rojen v Trnovem, v Ilirski Bistrici;
- Andrej Benigar (8. november 1842, Trnovo, Ilirska Bistrica – 22. april 1926, Trnovo, Ilirska Bistrica), narodni buditelj, duhovnik
- Ivan Benigar (profesor) (29. januar 1845, Ilirska Bistrica – 24. december 1920, Radeče), šolnik
- Louis Beniger (12. oktober 1894, Trnovo, Ilirska Bistrica – 4. marec 1979, La Grande, Illinois, Združene države Amerike), pisatelj, publicist in urednik
- Anton Bežek (5. januar 1814, Postojna – 26. julij 1855, Ilirska Bistrica), zdravnik
- Janez Bilc (7. januar 1839, Trnovo, Ilirska Bistrica – 13. julij 1906, Trnovo, Ilirska Bistrica), pesnik, publicist, prevajalec, zbiralec ljudskega izročila, duhovnik
- Bogumil Brinšek (10. avgust 1884, Trnovo, Ilirska Bistrica – 13. september 1914, Soko grad, Srbija), alpinist, jamar in raziskovalec kraških jam, fotograf, častnik, član planinskega društva Drenovci
- Gabrijel Brinšek (17. maj 1871, Trnovo, Ilirska Bistrica – 1. julij 1935, Buenos Aires, Argentina), strokovnjak strojništva, projektant in društveni delavec; izselil se je v Argentino in po zaslugi Brinška in njegovi prijateljev ter sodelavcev je nastala prva slovenska organizacija v Južni Ameriki
- Edvard Bubnič (1. maj 1884, Slivje – 29. november 1959, Trnovo, Ilirska Bistrica), kulturni delavec
- Dragotin Česnik (13. september 1865, Knežak – 11. november 1939, Ljubljana), šolnik in narodnoobrambni delavec
- Fran Dominko (13. december 1870, Kobarid – 5. maj 1921, Ilirska Bistrica), sodnik
- Frane Domladiš (1896 - ?), inženir strojništva, lastnik Vencinove pile v Ilirski Bistrici
- Josip Grahor (1894, Dolnja Bitnja – 1986, Prem), član organizacije TIGR, gostilničar in trgovec
- Alojzij Grm (7. februar 1882, Zagorica, Dobrepolje – 13. november 1954, Ilirska Bistrica), notar, zborovodja, glasbeni pedagog, vodil je povojni zbor v Ilirski Bistrici
- Pavel Gustinčič (28. junij 1891, Volosko, Hrvaška – 18. oktober 1929, Travnik, Bosna in Hercegovina), slikar, osnovno šolo je obiskoval v Podgradu, realko pa v Gorici, slikal je predvsem krajino Krasa in Kranjske, bil je zvest impresionizmu in svojemu učitelju Jakopiču
- Karel Jamnik (13. september 1891, Brankovo na Dolenjskem – 3. november 1949, Trnovo, Ilirska Bistrica), duhovnik in apostolski administrator Reške škofije
- Slavoj Jenko (12. avgust 1852, Trnovo, Ilirska Bistrica – 6. avgust 1907, Hrušica), politik, narodni gospodar in narodni buditelj, domoljub, župan Podgrada in deželni poslanec
- Dragotin Kette (19. januar 1876, Prem – 26. april 1899, Ljubljana), pesnik, pisal je tudi kratko impresionistično prozo in dela za otroke (basni, pravljice, otroške pesmi in povesti); po njem se imenujejo osnovna šola, ulica in moški pevski zbor v Ilirski Bistrici
- Janez Krstnik Kalan (18. junij 1894, Suha – 21. julij 1963, Trnje), duhovnik, nabožni in javni delavec, bil je župnik tudi v Knežaku; leta 1936 je zahteval, da morajo imeti slovenska dekleta, ki služijo na Reki, pravico opraviti velikonočno spoved v domačem jeziku
- Albert Klun (21. junij 1926, Brezovica (Hrpelje-Kozina) – 6. junij 2002, Izola), zgodovinar, nekaj časa je živel v Ilirski Bistrici
- Alojzij Kraševec, (20. april 1882, Tominje – 1. januar 1944, Reka, Hrvaška), duhovnik, narodni in gospodarski delavec
- Franc Kruh (13. januar 1898, Šembije – 3. februar 1964, Šembije), gozdni delavec in član organizacije TIGR
- Jožef Marija Kržišnik (31. marec 1865, Lenart nad Lušo – 22. januar 1926, Ilirska Bistrica), pesnik, prevajalec in duhovnik
- Ivan Lah (9. december 1881, Trnovo, Ilirska Bistrica – 18. maj 1938, Ljubljana), pisatelj, publicist in prevajalec, profesor na gimnaziji; ko je bil star eno leto, so se preselili na Dolenjsko
- Karel Lavrič (1. november 1818, Prem – 3. marec 1876, Gorica), pravnik, politik in narodni buditelj, organizator kulturnega in političnega življenja na Primorskem
- Aleksander Ličan (29. marec 1839, Ilirska Bistrica – 4. oktober 1890, Ilirska Bistrica), posestnik, trgovec in župan (kot župan je dal zgraditi zvonik cerkvi sv. Jurija v Ilirski Bistrici), prvi predsednik bistriške čitalnice, lastnik mlina in žage
- Aleksander Ličan mlajši (1876–1943), sin župana in trgovca Aleksandra Ličana, napisal je knjigo Spomini iz Sibirije
- Josip Ličan (31. julij 1874, Ilirska Bistrica – 8. junij 1929, Gorica), prosvetni delavec in profesor bogoslovja, dal je pobudo za ustanovitev goriške Mohorjeve zveze, kateri je bil prva štiri leta tudi predsednik
- Jožefa Maslo (1891, Ostrožno Brdo – 26. november 1944, Auschwitz, Poljska), partizanska mati in borka za svobodo, imela je 11 otrok in prav vsi so bili aktivni v NOB; po njej se imenuje vrtec v Ilirski Bistrici
- Bogomir Maraž (8. januar 1899, Vrtojba – 1963, Ilirska Bistrica)[1], fotograf, iz Vrtojbe je prišel v Ilirsko Bistrico in leta 1920 na sedanjem Titovem trgu odprl prvi Maražev fotografski atelje, v katerem so bili kasneje zaposleni še njegova brata Dominik in Silvester ter sestri Suzana in Ida; po njem je obrt prevzel brat Silvester Maraž
- Alojzij Mihelčič (3. marec 1880, Harije – 10. februar 1975, Ljubljana), zborovodja, skladatelj, organist in župan; napisal je 430 skladb
- Jernej Novak (glasbenik) (14. avgust 1886, Knežak – 1934, Ljubljana), glasbenik in skladatelj
- Franc Pavlovec (12. avgust 1897, Trnovo, Ilirska Bistrica – 12. februar 1959, Ljubljana), slikar
- Josip Potepan - Škrljev (8. marec 1848, Dolnji Zemon – 6. marec 1893, Dolnji Zemon), čebelar, posestnik, sadjar, krajevni zgodovinar in etnograf; bil je napreden kmet, ki je okoliške kmete spodbujal k naprednim tehnikam sadjarstva in čebelarstva; svoje članke je objavljal v takratnem časopisju (npr. Bleiweisove novice); nekaj časa je bil tudi župan Jablanice
- Gvido Rant (16. januar 1880, Prem – 7. maj 1956, Ljubljana), bogoslovni pisatelj, duhovnik, redovnik in frančiškan
- Blaž Sušnik (29. januar 1834, Gozd – 3. april 1866, Knežak), pesnik, književnik in duhovnik
- Janko Saftič (1895–1919), prvi upornik in prva žrtev po italijanski zasedbi Primorske, ubili so ga karabinjerji, potem ko se je z njimi in vojaki spopadal zaradi nesprejemanja novih oblastnikov
- Josip Schauta, (27. maj 1852, Mladá Boleslav, Češka – 16. september 1922, Želimlje), gozdarski strokovnjak, leta 1873 je prišel k upravi veleposestva Snežnik in hkrati je učil na tamkajšnji gozdarski šoli
- Josef Schellander (9. 2. 1839 Hrušica pri Podgradu  – 26. 3. 1924 Trst), pomorski častnik, oče pisateljice Irene Schellander iz Trsta, gl. Österreichisches Biographisches Lexikon
- Henrik Schollmayer-Lichtenberg, plemeniti (23. november 1860, Althofen, Avstrija – 21. januar 1930, Lož), gozdarski strokovnjak, gospodarstvenik in politik
- Radovan Strnad (1874–1933), prvi predsednik ilirskobistriške podružnice Čebelarskega društva
- Aleksander Škofic (21. januar 1822, Rzeszów, Poljska – 17. november 1892, Dunaj, Avstrija), botanik, ustanovitelj strokovne revije Oesterr, pisal je o vzponu na Snežnik
- Aleksander Tomšič (19. avgust 1893, Ilirska Bistrica – 19. oktober 1992, Dutovlje), gospodarski in prosvetni delavec, zadnji bistriški mlinar in pilar
- Jakob Tomšič (5. september 1897, Bač – 16. januar 1994, Cleveland, Združene države Amerike), slovenski pesnik in pisatelj
- Fran Tončič (28. september 1893, Hrušica – 3. november 1978, Ljubljana), politični delavec, pravnik in odvetnik
- Leopold Turšič (13. november 1883, Lož – 30. maj 1927, Krško), pesnik in duhovnik, napisal in objavil je spis Na Snežnik
- Rudolf Ukovič (11. september 1894, Hrušica – 27. maj 1918, Radgona), gozdarski tehnik, vodja upornikov 97. pešpolka v Radgoni; po njem se imenuje osnovna šola v Podgradu
- Fran Valenčič (29. januar 1878, Ilirska Bistrica – 16. september 1916, Doberdob, Italija), pesnik in pravnik; svoje pesmi je objavljal v Ljubljanskem zvonu, priznaval se je za Kettejevega in Murnovega učenca, bila sta mu v vzor
- Ivan Vesel-Vesnin (16. avgust 1840, Mengeš – 10. december 1900, Trnovo, Ilirska Bistrica), pesnik, prevajalec (največ je prevajal iz ruščine), duhovnik; za Dramatično društvo je poslovenil komedijo Revizor (Gogolj)
- Miroslav Vilhar (7. september 1818, Planina – 6. avgust 1871, grad Kalec), skladatelj, pesnik, dramatik, politik in časnikar, živel in pesnikoval je na gradu Kalc; bil je tudi župan Knežaka
- Viktor Ziernfeld (20. julij 1883, Knežak – 31. oktober 1942, Bistrica ob Dravi), gozdarski strokovnjak, bil je upravitelj gozdarskega veleposestva Snežnik
- Ciril Žnidaršič (3. avgust 1882, Ilirska Bistrica – 2. november 1938, Ljubljana), gradbenik, hidrotehnik, univ. profesor
- Anton Žnideršič (13. marec 1874, Ilirska Bistrica – 21. december 1947, Ljubljana), čebelar, gospodarstvenik, izumitelj, podjetnik, trgovec, publicist in kronist; nadgradil je Albertijev panj in tako je nastal AŽ-panj (Albert-Žnideršičev panj); po njem se imenuje osnovna šola v Ilirski Bistrici

## 20. stoletje
- Avgust Ambrožič (21. september 1904, Ilirska Bistrica  – 1979, Ilirska Bistrica), zadnji bistriški pilar, Tigrovec zadolžen za propagando, interniran v taborišče Lama dei Peligni kot nasprotnik fašizma
- Fran Baša (11. september 1901, Trnovo, Ilirska Bistrica – 18. junij 1972, Trst, Italija), pravnik
- Ivan Berce (21. december 1915, Mala Bukovica  – 18. november 1979, Ljubljana), šolnik in vzgojitelj
- Leopold Berce (25. november 1912, Mala Bukovica – 30. marec 1942, Maribor), slovenski organizator študentskega gibanja
- Vanda Bezek (3. avgust 1933, Opatija, Hrvaška), umetnostna zgodovinarka; sodelovala je pri pripravi razstav in razstavni katalogov Pokrajinskega arhiva Koper in ena izmed razstav je bila Ilirska Bistrica skozi stoletja (1977)
- Franc Bole (9. avgust 1932, Koritnice), urednik, publicist, pedagog, duhovnik, urednik revije Ognjišče ter soustanovitelj in prvi direktor Slovenske karitas
- Aleksander Borenović (20. januar 1967, Postojna),[1] pesnik, pisatelj in vsestranski kulturni ustvarjalec
- Alojz Boštjančič (1932–2017), glasbenik, pevovodja in vodja Kvarteta bratov Boštjančič, po poklicu geometer
- Franc Boštjančič (19. september 1935, Podgrad), gospodarstvenik in politik, 1968 je postal direktor podjetja LIPA v Ajdovščini, bil je tudi župan občine Ajdovščina in poslanec družbenopolitičnega zbora Socialistične republike Slovenije
- Franc Brlek (13. april 1926, Trnovo, Ilirska Bistrica), teolog, duhovnik, redovnik, frančiškan, orientalist in zgodovinar
- Frane Brozina (3. julij 1905 – ?), krojač in član tajne organizacije TIGR
- Ivan Brozina Slovan (1. junij 1920, Jelšane - 7. oktober 1973, Opatija), partizan, prvoborec in komandant
- Viktor Bobek (3. november 1909, Trnovo, Ilirska Bistrica – 15. december 1941, Opčine, Italija), pek in pripadnik tajne organizacije TIGR; bil je vodja bistriške organizacije TIGR, obsojen na smrt na 2. tržaškem procesu in ustreljen 15. decembra 1941 na Opčinah
- Albin Bubnič (7. september 1915, Pregarje – 23. junij 1978, Pregarje), časnikar in šolnik, veliko je prispeval k širjenju slovenščine v zamejstvu; dobil je tudi Tomšičevo nagrado za novinarsko delo
- Davorin Cek (1. avgust 1919, Hrušica – 1945, Mauthausen, Avstrija), študent strojništva, partizan in sekretar rajonskega komiteja Skoja za Kras
- Štefan Cek (30. januar 1913, Hrušica – 22. januar 1985, Izola), duhovnik, rodoljub in politični preganjanec
- Darjan Gržina (16. november 1984, Postojna), glasbenik mednarodnega slovesa (Kalamari, Plava Jabuka, Dado Topić & Time, Brzi Vlak), pevec, tekstopisec, aranžer. V državah bivše Yugoslavije znan po tem, da je bil na odru skupaj z legendarnimi "The Rolling Stones". Sodeloval je s številnimi imeni exYU in Slovenske glasbene scene.
- Dolores Čekada (?), lokostrelka, leta 2006 je usvojila naziv svetovna prvakinja
- Josip Čeligoj (1923–5. junij 1942, Ilirska Bistrica), italijanski vojaki so ga skupaj z Jakobom Pecmanom ujeli med drugo svetovno vojno in obesili na sedanjem Titovem trgu v Ilirski Bistrici; na tistem mestu danes stoji spomenik; v občini Ilirska Bistrica v spomin na ta tragičen dogodek 4. junija praznujejo občinski praznik; prihajal je iz vasi Smrje in bil je bratranec Vojka Čeligoja
- Vojko Čeligoj (19. julij 1938, Topolc – 7. december 2023, Ilirska Bistrica), slovenski častnik, lokalni zgodovinar, numizmatik, filatelist in politik
- Sara Česnik (14. junij 1992, Postojna),[1]  magistrica profesorica glasbene pedagogike; od leta 2014 članica vokalne skupine Perpetuum Jazzile; od leta 2016 do 2018 članica skupine Mamma mia! muzikal Slovenija
- Leon Detela (12. december 1902, Jelšane – 14. november 1982, Ljubljana), naravoslovec, deloval je na področju botanike
- Gabrijel Devetak (29. september 1938, Miren – 9. oktober 2014), strokovnjak za trženje in inovacije, med letoma 1967 in 1986 je služboval v tovarni Plama Podgrad
- Patricija Dodič (13. november 1969, Koper), bibliotekarka, slovenistka in francistka, publicistka, pesnica, avtorica spremnih besed, ilustratorka
- Anton Dolgan (5. maj 1909, Topolc), slovenski častnik, partizan in prvoborec
- Diana Dovgan (14. marec 1986, Postojna),[1]  diplomirana ekonomistka, v okviru društva Otroške zabave in animacija je z Andrejo Kuret napisala in izdala delovni zvezek Moje mesto – Ilirska Bistrica
- Bogomil Fatur (28. oktober 1914, Prem – 22. avgust 1990, Ljubljana), pesnik, prevajalec, esejist in literarni kritik
- Silvo Fatur (2. januar 1935, Zagorje pri Pivki), slavist in publicist, v knjigi Snežnik je napisal članek Naši povojni pohodi na Snežnik
- Vilko Filač (30. november 1913, Celje – 6. julij 2002, Postojna), fotograf, nekaj časa je delal tudi v Ilirski Bistrici v uglednem fotografskem ateljeju Maraž
- Anton Frank (14. januar 1913, Kilovče – 23. september 1978, Piran), ključavničar, član organizacije TIGR, borec NOBJ
- Teja Gale (31. 3. 1997, Postojna),[1]  študentka psihologije, pri 15. letih je napisala trilogijo Uslužbenka, ki sestoji iz romanov Uslužbenka Smrti, Uslužbenka Zmaja in Uslužbenka Senc, napisala pa je tudi samostojen roman Poljub Črnega jezera
- Franc Gašperšič (13. januar 1932, Škofije), gozdar in strokovnjak za urejanje gozdov
- Bojan Glavina (6. december 1961, Postojna), skladatelj, klavirski pedagog in pianist
- Radovan Gobec (1. junij 1909, Podgrad – 14. april 1995, Ljubljana), skladatelj, dirigent, pedagog in publicist
- Frane Gombač (26. oktober 1938, Podgrad), kulturni delavec in učitelj
- Ivo Grahor (20. november 1902, Dolnja Bitnja – 29. marec 1944, Koncentracijsko taborišče Dachau, Nemčija), pisatelj in publicist
- Josip Grgasović (15. maj 1939, Makarska, Hrvaška), slovenski skladatelj, dirigent, aranžer in pozavnist, leta 1996 je ustanovil Pihalni orkester Ilirska Bistrica in ga vodil do 23. maja 2015; s tem orkestrom je leta 2001 na tekmovanju v 4. težavnostni stopnji osvojil zlato odličje, leta 2002 in leta 2005 pa v 3. težavnostni stopnji dve srebrni odličji
- Dimitrij Grlj (28. marec 1936, Ilirska Bistrica), prosvetni, kulturni delavec, publicist, glasbenik in upokojeni ravnatelj Osnovne šole v Ilirski Bistrici
- Milan Grlj (5. januar 1904, Zarečje – 24. april 1981, Harije), duhovnik, ljudski pesnik in narodnjak
- Nadja Gombač (16. december 1936, Dolnji Zemon),[1]  pesnica, izdala je dve pesniški zbirki, in sicer Podarim vam pesem in Moje drevo, napisala in izdala je pa tudi dokumentarno literaturo z naslovom Dolnji Zemon: spomini nekega časa
- Milan Guček (21. junij 1917, Dobrnič – 25. junij 1986, Ljubljana), slovenski pisatelj in filmski delavec, po italijanski kapitulaciji komandant mesta Ilirska Bistrica
- Damijana Hrabar (7. april 1962, Postojna), magistrica znanosti, bibliotekarka, pesnica in direktorica Knjižnice Makse Samsa Ilirska Bistrica
- Jožef Hrabar (10. avgust 1905, Jelšane – 8. maj 1973), gostilničar in član tajne organizacije TIGR
- dr. Klara Hrvatin (13. marec 1978, Ljubljana),[1]  muzikologinja, univerzitetna profesorica na Oddelku za azijske študije Filozofske fakultete v Ljubljani, na Japonskem je dokončala doktorski študij humanistike
- Anton Ivančič (2. november 1901, Javorje – 12. maj 1982, Javorje), partizanski učitelj, ljudski pesnik, organizator kulturnih prireditev ter referent za kulturo in prosveto
- Goran Jagodnik (23. maj 1974, Postojna), košarkar
- Barbara Jenko (11. februar 1967, Postojna),[1] učiteljica in popotnica, skupaj s svakinjo Nadjo Jenko Simunič je izdala knjigo Najina pot
- Drago Karolin (5. november 1901, Dobrno pri Celju – 9. april 1993, Ilirska Bistrica), planinec in učitelj, v Ilirski Bistrici je bil profesor na takratni nižji gimnaziji in predsednik Planinskega društva Snežnik v Ilirski Bistrici
- Ivan Kastelic (zdravnik) (16. oktober 1920, Ljubljana – 13. marec 2001, Ljubljana), zdravnik, ftiziolog, specialist socialne medicine in organizator zdravstvene službe
- Viljem Kindler (14. februar 1912, Leskova dolina – 26. maj 1994, Ilirska Bistrica), gozdar, krajevni zgodovinar in borec za zelene površine; po njegovi zaslugi je Ilirska Bistrica dobila več kot 12 ha urejenih parkov in zelenic; po njem se imenuje mestni park v Ilirski Bistrici, Kindlerjev botanični park
- Ivo Kompan (28. januar 1981, Postojna),[1]  večkratni državni prvak v trapu
- Janja Konestabo (9. september 1974, Postojna),[1]  akademska glasbenica, profesorica petja in operna pevka
- dr. Gregor Kovačič (4. oktober 1976),[1]  geograf in izredni profesor na Fakulteti za humanistične študije, Univerza na Primorskem; še posebej se ukvarja s hidrologijo krasa, s poplavami na kraškem površju in z varstvom kraške podtalnice; specializiran je prav za fizično geografijo krasa
- Živa Kraigher (16. junij 1920, Ilirska Bistrica – 20. maj 2011, Ljubljana), plesna pedagoginja, koreografinja in družbenopolitična delavka
- Tone Kralj  (23. avgust 1900, Zagorica, Dobrepolje – 9. september 1975, Ljubljana), slikar, grafik in kipar; poslikal je notranjost več cerkev v občini, in sicer Župnijsko cerkev svetega Petra, cerkev svetega Jurija, cerkev Karmelske matere božje v Podgrajah in premsko cerkev
- Rajko Kranjec (9. december 1954, Postojna),[1]  slikar, imel je že 30 samostojni razstav. Je tudi kustos Galerije Doma na Vidmu v Ilirski Bistrici, za katero je dal pobudo, da se ustanovi
- Marjan Krebelj (4. julij 1981, Postojna),[1]  po izobrazbi arhitekt, zaposlen kot vizualni umetnik
- Andreja Kuret (4. februar 1987, Postojna),[1]  diplomirana inženirka matematike, v okviru društva Otroške zabave in animacija je z Diano Dovgan napisala in izdala delovni zvezek Moje mesto – Ilirska Bistrica
- Tomaž Mahkovic (30. september 1963, Ljubljana), pesnik, prozaist, amaterski režiser, aforist, amaterski igralec, likovni ustvarjalec
- Karlo Maslo (21. julij 1912, Ostrožno Brdo – 23. avgust 1988, Celje), slovenski partizan in narodni heroj Jugoslavije
- Janez Lenassi (3. julij 1927, Opatija, Hrvaška – 26. januar 2008, Piran), kipar, izdelal je novejši spomenik združenju TIGR in spomenik Prekomorskim brigadam, za katerega je leta 1966 dobil nagrado Prešernovega sklada
- Andraž Lipolt (24. april 1974, Ljubljana), športni strelec, nastopil je na olimpijskih igrah leta v Sydneyju leta 2000, kjer je v disciplini streljanja na glinaste golobe osvojil 36. mesto
- Mihovil Logar (6. oktober 1902, Reka, Hrvaška – 13. januar 1998, Beograd, Srbija), glasbenik, njegov oče je bil doma iz Podtabora
- Tadeja Logar (21. februar 1994, Postojna),[1]  slovenistka in anglistka, v osnovnošolskih letih je izdala pesniško zbirko Pot do sanj
- Teja Logar Morano (22. julij 1963, Postojna),[1]  umetnostna zgodovinarka in slovenistka, izdala je pesniško zbirko Omot radosti
- Tone Logar (7. julij 1913, Vrbovo – 29. september 1994, Ljubljana), esperantist in grafik
- Marija Mahnič (30. marec 1926, Rjavče – 27. oktober 2016, Sežana), partizanska borka, pisateljica, pesnica in dopisnica
- Rudolf Mahnič – Brkinc (6. november 1917, Rojan, Italija – 19. november 1943, Topolovo, Italija), slovenski partizan in narodni heroj Jugoslavije; po njem se imenuje osnovna šola na Pregarjah
- Nela Malečkar (14. junij 1960, Postojna), časnikarka, zaposlena pri Mladinski knjigi. Osnovno šolo je obiskovala v Koritnicah, Knežaku in Ilirski Bistrici, gimnazijo pa v Postojni, kjer je tudi v zadnjem letniku v reviji Mladina objavila krajše zgodbe in pesmi; leta 1979 je Literarno društvo Ilirska Bistrica izdalo knjižico njenih pesmi Prebujenje, bila je dopisnica iz Ilirske Bistrice za revijo Mladina, v reviji Stop pa je objavljala intervjuje z lokalnimi rock ansambli
- Adriana Maraž Bernik (26. december, Ilirska Bistrica – 8. maj 2015, Breznica na Gorenjskem), slovenska slikarka, hči fotografa Bogomirja Maraža; imela je 28 samostojnih razstav in sodelovala je na številnih skupinskih razstavah doma in v tujini; za svoje delo je leta 1977 prejela Jakopičevo nagrado, leta 1983 pa še nagrado Prešernovega sklada;
- Emil Maraž (27. januar 1940, Ilirska Bistrica),[1]  fotograf, eden izmed ustanovnih članov Društva fotografov Slovenije; po očetu Silvestru je leta 1965 prevzel fotografski atelje, sedaj pa tradicijo Maraževih naprej pelje Emilova hči Mateja
- Silvester Maraž (3. januar 1904, Vrtojba – 28. junij 1972, Ilirska Bistrica),[1]  fotograf, še pred drugo svetovno vojno je po bratu Bogomirju prevzel fotografski atelje; po njem je atelje prevzel sin Emil Maraž
- Sebastijan Mavrič (19. januar 1975, Postojna), ravnatelj, zborovodja, pevec, učitelj in glasbenik
- Max Modic (1964), slovenski filmski kritik in pisec, poznavalec stripov, producent, pornorežiser, apologet pornografije, novinar tednika Mladina
- Iris Mulej (19. junij 1981, Postojna), fotomodel, leta 2002 je osvojila naslov Miss Universe Slovenije, leta 2006 pa je bila Miss Slovenije; bila je na naslovnicah številni domači in tujih revij
- Franc Munih (29. september 1914, Volče – 11. marec 2003, Ilirska Bistrica), šolnik, ravnatelj in kulturni delavec, je avtor knjige Ilirska Bistrica: Slovenija, Jugoslavija, Ilirska Bistrica v sliki in besedi
- Tina Milostnik Valenčič (1978) - novinarka
- Laura Novak (13. januar 1965, Koper),[1]  vzgojiteljica predšolskih otrok, zaposlena kot učiteljica v 1. razredu podaljšanega bivanja, napisala in izdala je PIKA NAi: priročnik za učitelje podaljšanega bivanja v prvem triletju osnovne šole in vse, ki ustvarjajo z otroki
- Danica Pardo (?, Prem), pesnica in pisateljica kratkih zgodb, izdala je pesniški zbirki Tja čez gmajne, pesem moja in Do roba, ne čez ter knjigi V naročju in Drobižnice; nekaj časa je bila dopisnica Primorskih novic in Radia 94
- Franc Pavlovec (12. avgust 1897, Trnovo, Ilirska Bistrica – 12. februar 1959, Ljubljana), slikar
- Jakob Pecman (1905?–5. junij 1942, Ilirska Bistrica), oče treh otrok, doma iz vasi Smrje; italijanski vojaki so ga skupaj z Josipom Čeligojem ujeli med drugo svetovno vojno in obesili na sedanjem Titovem trgu v Ilirski Bistrici; na tistem mestu danes stoji spomenik; v občini Ilirska Bistrica v spomin na ta tragičen dogodek 4. junija praznujejo občinski praznik
- Rado Pehaček (5. december 1913, Ilirska Bistrica – 15. julij 1983, Ljubljana), slovenski partizan, general, prvoborec in narodni heroj
- Janja Penko Milostnik (1956), napisala je knjigo za otroke in mladino Glava med ušesi
- Urška Perenič (5. december 1982, Postojna), literarna zgodovinarka, univerzitetna profesorica, profesorica slovenščine in nemščine, urednica
- Viktor Perkan (16. oktober 1908, Trnovo, Ilirska Bistrica – 9. maj 1945, Jelšane), duhovnik
- Zorka Peršič (9. september 1914, Kilovče – 29. september 2007, Ljubljana), slovenska kulturna delavka in gospodarstvenica
- Bojan Počkar (17. marec 1963, Prem – 4. oktober 1996, Kumbhakarna, Nepal), vrhunski alpinist in takrat najmlajši magister gozdarskih znanosti na Slovenskem
- Franc Poklar (19. 2. 1919 – 6. 1. 2021), pravnik, ki se je ljubiteljsko ukvarjal z arheologijo
- Niko Poles (10. maj 1990, Postojna), harmonikar, svetovni mladinski prvak v igranju na diatonično harmoniko, prvak Alpe adria, evropski podprvak, naj godec Primorske; sedaj poučuje harmoniko med drugim tudi v Ilirski Bistrici, kjer deluje tudi harmonikarski orkester Nika Polesa
- Tjaša Rutar (Mlakar) (10. december 1984, Postojna), slovenska kolesarka, nastopila je na Svetovnem prvenstvu v cestnem kolesarstvu leta 2011 in 2012
- Maksa Samsa (12. oktober 1904, Dolnji Zemon – 18. marec 1971, Dolnji Zemon), učiteljica in pesnica; po njej se imenuje splošna mestna knjižnica v Ilirski Bistrici
- Ivan Selan (18. november 1902, Ljubljana – 29. september 1981, Suhadole), kartograf, izrisal je gozdnogospodarski zemljevid med drugim tudi za Mašun
- Ivan Simčič (7. avgust 1969) častnik, zgodovinar, sociolog in politik, avtor monografije občine Ilirska Bistrica
- Jasmina Slokar (Verbanac) (1. oktober 1988, Postojna), v okviru društva Otroške zabave in animacija je napisala in izdala pravljico Zgodba o ogledalu
- dr. Mirko Slosar (17. oktober 1942, Reka, Hrvaška), magister dirigiranja, doktor glasbenopedagoških znanosti in specialist muzikoterapije
- Rok Smrdelj (29. september 1992, Postojna),[1]  sociolog in mladi raziskovalec na Oddelku za sociologijo Filozofske fakultete UL; leta 2014 je prejel Prešernovo nagrado Filozofske fakultete za diplomsko delo z naslovom Prebujenje Zorka Simčiča: vprašanje interpretacije, vloge romana in recepcije
- Slavica Smrdelj (21.oktober 1959, Banja Luka, Bosna in Hercegovina),[1]  priznana kuharska mojstrica, ki je z moderniziranimi tradicionalnimi recepti osvojila številna zlata priznanja, je pa tudi avtorica številnih kuharskih knjig, npr. Jedi naših starih mam in Navdih, in drugih knjig z recepti za sladice; vodi tudi kuharske tečaje za odrasle in otroke
- Ivko Spetič Magajna (?), pisatelj, kulturnik, pobudnik in ustanovitelj številnih kulturnih društev, zbornika Bistriški zapisi itd., ustvarjalec in pesnik
- Vili Stegu (29. november 1943, Prem – 26. september 1989, Prem), pesnik, duhovnik, esejist in prevajalec
- Dragica Sušanj (3. april 1966, Postojna), slikarka tetrapleginja; rada slika cvetje, drevesa, stoletne osamelce, gmajne in travnike; imela je že številne samostojne in skupinske razstave
- Jože Šajn (1. december 1936, Knežak), slikar in ilustrator, na osnovni šoli v Ilirski Bistrici je delal kot likovni pedagog; imel je že več kot 80 samostojnih razstav
- Tomo Šajn (16. april 1946, Ilirska Bistrica),[1]  novinar Primorskih novic, veliko se ukvarja s kulturo in lokalno zgodovino
- Ludvik Šircelj (13. junij 1958, Ilirska Bistrica – 6. junij 2010, Ilirska Bistrica), vsestransko ustvarjalen kulturnik, izdal je pesniško zbirko Izpuščeno pretiravanje
- Srečko Šestan (?), poveljnik civilne zaščite Republike Slovenije
- Anton Škrlj (26. januar 1961, Postojna), kantavtor, glasbenik in pevec
- dr. Tina Štemberger (5. januar 1980 Postojna), pedagoginja, izredna profesorica za pedagoško metodologijo na Univerzi na Primorskem, Pedagoški fakulteti
- Vojko Štembergar (21. april 1945, Vrbovo – 26. avgust 2008, Brce), ustanovitelj Kinološkega društva Ilirska Bistrica, dejaven tabornik, organizator karateja, lokostrelec, pevec, slovenski častnik, veteran vojne za Slovenijo
- Avgust Šuligoj (19. november 1900, Dolnji Zemon – 21. junij 1984, Trbovlje), glasbenik in zborovodja, utemeljitelj moderne mladinske glasbene pedagogike
- Boris Šuštar (19. maj 1962, Ilirska Bistrica), slovenski ekonomist in politik
- Lado Švigelj (6. april 1915, Kožljek), pravnik in strokovnjak za lovstvo, deloval je na območju Snežnika
- Ivan Tomažič  (17. junij 1919, Pregarje – 22. februar 2014, Ilirska Bistrica), duhovnik, mecen, publicist in venetolog
- Patrik Tomšič (23. februar 1990, Postojna),[1]  pesnik, izdal je zbirko pesmi Nekaj takega kot sonce, piše tudi glasbene tekste po naročilu
- Tone Tomšič (9. junij 1910, Trst, Italija – 21. maj 1942, Gramozna jama pri Ljubljani), slovenski komunist, prvoborec, partizan in narodni heroj
- Erik Valenčič (14. maj 1979), raziskovalni novinar, vojni poročevalec in romanopisec
- Kristina Valenčič (8. oktober 1974), slovenska univ. dipl. organizatorka in političarka, leta 2011 je bila izvoljena v Državni zbor Republike Slovenije; bila je na Državljanski listi Gregorja Viranta
- Rafko Valenčič (12. oktober 1937, Mereče), teolog, rimskokatoliški duhovnik in univerzitetni učitelj
- Vlado Valenčič (26. november 1903, Trnovo, Ilirska Bistrica – 7. december 1999, Ljubljana), arhivist in gospodarski zgodovinar
- Neta Vergan (27. oktober 1942, Trpčane),[1]  fotografinja in pisateljica, izdala je Zgodbe in zgodbice Nete Vergan
- Romeo Volk (26. januar 1957, Ilirska Bistrica),[1]  učitelj, poustvarjalec ljudske glasbe, ilustrator, zbiralec starega gradiva
- Darinka Žbogar (16. januar 1925, Hrušica, Jesenice – 14. julij 2014, Ilirska Bistrica), bibliotekarka, kulturna delavka in dolgoletna direktorica knjižnice v Ilirski Bistrici
- Milan Železnik (27. februar 1929, Ljubljana – 31. maj 1987, Ljubljana), umetnostni zgodovinar in konservator
- Dragan Živadinov (24. januar 1960, Ilirska Bistrica oz. Postojna), slovenski gledališki režiser

## Župani Ilirske Bistrice
Leta 1925 se je mesto Ilirska Bistrica delilo na dve občini, in sicer na Trnovo in Bistrico. Župan občine Trnovo je takrat bil Jože Žnidaršič, župan Bistrice pa Anton Ličan. Leta 1927 je italijanska država združila občini v skupno občino Villa del Nevoso s sedežem v Ilirski Bistrici.
Župani od takrat naprej:
- Carlo Ognibene (1926–1931)
- Giuseppe Cobianchi (1931–1932)
- Giuseppe Berdon (1932–1939)
- Giordano Salvatore (1939–1942)
- Rugger Russo (1942–1943)
- Luigi Saccari (1943–1943)
- Umberto Russo (1943–1943)
- Leopold Oblak (1943–1944)
- Aleksander (Saša) Ličan (1944–1945)
- Kristjan Hodnik (1946–1947)
- Vinko Sket (1947–1948)
- Vid Oprešnik (1948–1949)
- Franc Tomšič (1949–1950)
- Franc Grahor Klobučar (1950–1952)
- Anton Gustinčič (1952–1958)
- Albin Kuret (1958–1962)
- Ivan Kukovec (1962–1967)
- Vitomir Dekleva (1967–1973)
- Jože Grilj (1973–1974)
- Bojan Brozina (1974–1982)
- Ivan Bergoč (1982–1986)
- Janez Kirn (1986–1990)
- Stane Prosen (1990–1998)
- Franc Lipolt (1998–2002)
- Anton Šenkinc (2002–2010)
- Emil Rojc (2010–2022)
- Gregor Kovačič (2022 do nadaljnjega)